# Peromyscus guatemalensis
Peromyscus guatemalensis és una espècie de mamífer rosegador de la família dels cricètids. Viu a altituds d'entre 1.300 i 3.000 msnm a Guatemala i Mèxic. El seu hàbitat natural són les rouredes humides d'altiplà amb abundant vegetació epífita. És una espècie en risc mínim, és a dir, no sembla que hi hagi cap amenaça significativa per a la seva supervivència. El seu nom específic, guatemalensis, significa ‘guatemalenc’ en llatí.